# Futbol'nyj Klub Arsenal Charkiv
Il Futbol'nyj Klub Arsenal Charkiv (in ucraino Футбольний клуб Арсенал Харків?), meglio noto come Arsenal Charkiv, è una società calcistica ucraina con sede nella città di Charkiv. Dal 2002 al 2005 ha militato in Perša Liha, seconda serie del campionato ucraino di calcio. Al termine della stagione 2004-2005 venne promosso in Prem"jer-liha, ma cedette il titolo sportivo alla neocostituita F.K. Charchiv. Al giorno d'oggi è attiva solo a livello giovanile e nei campionati cittadini.